# Santa María Chiquimula
Santa María Chiquimula är en kommunhuvudort i Guatemala.   Den ligger i kommunen Municipio de Santa María Chiquimula och departementet Departamento de Totonicapán, i den västra delen av landet, 100 km väster om huvudstaden Guatemala City. Santa María Chiquimula ligger 2 085 meter över havet och antalet invånare är 6 980.
Terrängen runt Santa María Chiquimula är kuperad åt nordost, men åt sydväst är den bergig. Runt Santa María Chiquimula är det tätbefolkat, med 397 invånare per kvadratkilometer. Närmaste större samhälle är Momostenango, 8,6 km väster om Santa María Chiquimula. I omgivningarna runt Santa María Chiquimula växer huvudsakligen savannskog.